# 夔紋
夔紋是中國獨有的一種野獸型紋樣，常見於青銅器、陶器、漆器及玉器之上。
夔紋展示的是夔的紋飾。根據《說文解字》的記載，夔猶如一隻只有一條腳的龍。作為器具紋飾時，夔紋多為平面圖，夔的頭部向左或向右，有一條腿、一隻角、一把張開來的口和一條捲起來的尾巴。商朝的夔多為單獨紋樣，周代的夔則多為二方連續紋樣。

## 年代
夔紋在青銅時代最為普遍，商朝的器具上就常出現。西周早期的利簋的圈足、西周厲王年間（約前857年－前842年，夏商周斷代工程作前877年－前841年）的散氏盤的盤腹都飾有夔紋。及至漢代，陶器上仍時見夔紋紋飾。